# 李浩賢 (壁球運動員)
李浩賢（LEE Ho Yin Max，1988年1月9日—），香港退役壁球運動員。2006年，在贏得亞洲青少年壁球錦標賽及香港青少年壁球公開賽冠軍後，獲香港傑出運動員選舉頒發「香港傑出青少年運動員」獎。

## 簡歷
中學時期就讀聖公會聖西門呂明才中學，2008年中七畢業。後入讀香港浸會大學體育、運動及健康學系。
2014年9月，李浩賢代表香港參加南韓仁川舉行的亞運會壁球比賽，與葉梓豐、歐鎮銘和鄧卓仁合作贏得男子團體賽銅牌。

## 主要比賽成績
- 2009年 東亞運動會 男子單打 銀牌
- 2009年 東亞運動會 男子團體 金牌
- 2010年 亞洲運動會 男子團體 銅牌
- 2014年 亞洲運動會 男子單打 銅牌
- 2014年 亞洲運動會 男子團體 銅牌
- 2017年 亞洲壁球錦標賽 男子個人 金牌
- 2018年 亞洲運動會  男子單打 銀牌

## 外部連結
- Squash Info - Max Lee's Profile （页面存档备份，存于）（英文）
- PSA Player Profile （页面存档备份，存于）（英文）